# Departamento de Tinogasta
Departamento de Tinogasta är en kommun i Argentina.   Den ligger i provinsen Catamarca, i den nordvästra delen av landet, 1 200 km nordväst om huvudstaden Buenos Aires. Antalet invånare är 22 570. Arean är 23,6 kvadratkilometer.
Terrängen i Departamento de Tinogasta är varierad.
Omgivningarna runt Departamento de Tinogasta är i huvudsak ett öppet busklandskap. Trakten runt Departamento de Tinogasta är nära nog obefolkad, med mindre än två invånare per kvadratkilometer.